# Erica Yohn
Pour les articles homonymes, voir Yohn.
Erica Yohn est une actrice américaine, née à New York le 1er octobre 1928 et morte le 27 janvier 2019.

## Biographie
Erica Yohn s'est mariée trois fois. Par son mariage avec l'acteur Tom Rosqui (mort en 1991, à l'âge de 62 ans), elle a un fils, Yohn Rosqui. 
Erica Yohn est morte le 27 janvier 2019 à son domicile en Californie.

## Filmographie
- 1974 : Le Parrain II (The Godfather: Part II) : gouvernante
- 1975 : Le Rêve brisé (The Dream Makers) (TV) : Helen
- 1975 : Song of the Succubus (TV) : Marybelle Rogers
- 1975 : Crime Club (TV) : mère de Pam
- 1976 : Victoire à Entebbé (Victory at Entebbe) (TV) : femme belge
- 1977 : Les Forces du mal (Good Against Evil) (TV) : Agnes
- 1978 : Daddy, I Don't Like It Like This (TV) : Margaret
- 1978 : Secrets of Three Hungry Wives (TV) : Myrtle Hollander
- 1978 : Fame (TV) : Sally
- 1979 : Ton nom est Jonah (And Your Name Is Jonah) de Richard Michaels (TV) : la mère de Jenny
- 1979 : The Triangle Factory Fire Scandal (TV) : Mrs. Levin
- 1979 : Son-Rise: A Miracle of Love (TV) : Dr. Fields
- 1980 : Marriage Is Alive and Well (TV) : Mrs. O'Connell
- 1980 : Secrets of Midland Heights (série télévisée) : Serena Costin (1980-1981)
- 1981 : S.O.B. : Agnes (Costume Designer)
- 1981 : Behind the Screen (série télévisée) : Joyce
- 1982 : Divorce Wars: A Love Story (TV) : Martha Lazar
- 1983 : Star 80 : Interviewer
- 1984 : Roadhouse 66 : Thelma
- 1984 : Un Tramway nommé Désir (A Streetcar Named Desire) (TV) : Eunice
- 1985 : The Atlanta Child Murders (feuilleton TV) : Ruth
- 1985 : Pee-Wee Big Adventure (Pee-Wee's Big Adventure) : Madam Ruby
- 1985 : Toughlove (TV) : 3rd Leader
- 1986 : Fievel et le Nouveau Monde (An American Tail) : Mama Mousekewitz (voix)
- 1987 : Cheeseburger film sandwich (Amazon Women on the Moon) : Selma (segment "Murray in Videoland")
- 1989 : The Famous Teddy Z (série télévisée) : Deena
- 1991 : The Washing Machine Man (TV) : Ethel
- 1991 : Fievel au Far West (An American Tail: Fievel Goes West) : Mama Mousekewitz (voix)
- 1993 : Jack l'ours (Jack the Bear) : belle-mère
- 1994 : Corrina, Corrina : Grandma Eva
- 1994 : Come Die with Me: A Mickey Spillane's Mike Hammer Mystery (TV)
- 1998 : Journal intime d'un tueur en série (Rough Draft) : Mrs. Morris
- 1998 : Legalese (TV) : Mrs. Luckman
- 1998 : Fievel et le Trésor perdu (An American Tail: The Treasure of Manhattan Island) (vidéo) : Mama (voix)
- 2001 : State of Grace (série télévisée) : Grandma Ida